# Familietrots
Familietrots was een televisieserie van de IKON in 2004.
In dit televisieprogramma wordt de Amsterdamse familie Ruijmgaart-Tokkie gevolgd. Ze kwamen in 2003 veelvuldig in het nieuws na een burenruzie met als gevolg dat zelfs appartementen in de Burgemeester van Leeuwenlaan in brand vlogen.
De familie wordt gevolgd bij de dagelijkse routine, de rechtszaken en de gebeurtenis dat ze het huis daadwerkelijk worden uitgezet.
Samenstelling en regie door Ingeborg Beugel.